# Australopithecina
Die Einteilung der Lebewesen in Systematiken ist kontinuierlicher Gegenstand der Forschung. So existieren neben- und nacheinander verschiedene systematische Klassifikationen. 
Das hier behandelte Taxon ist durch neue Forschungen obsolet geworden oder ist aus anderen Gründen nicht Teil der in der deutschsprachigen Wikipedia dargestellten Systematik.

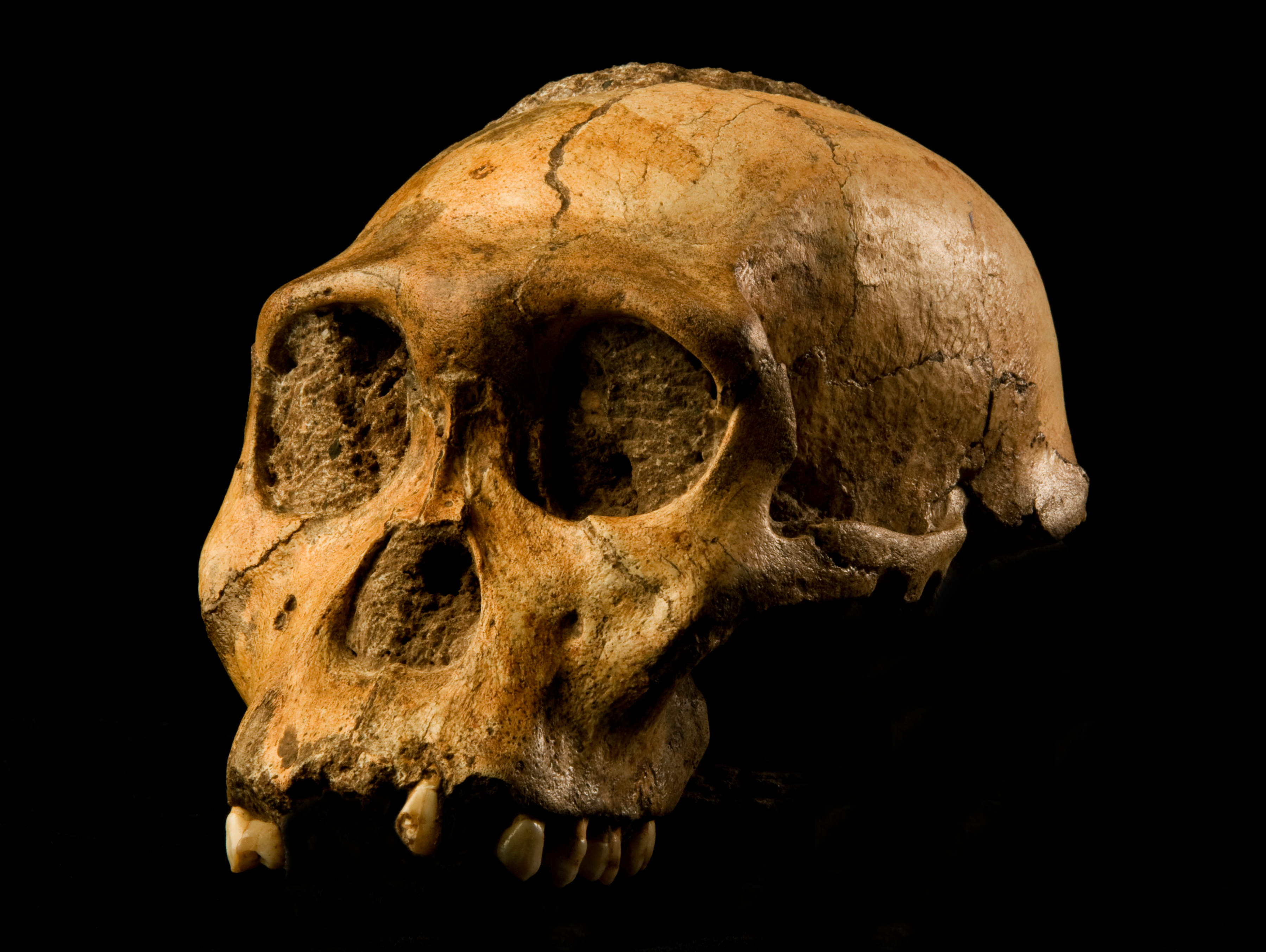
Australopithecus sediba (Original),
Kopf des Holotypus

Australopithecina oder Australopithecinen (selten auch: Australopithen) ist die Bezeichnung für eine ausgestorbene Subtribus der Hominini innerhalb der Familie der Menschenaffen (Hominidae). Sie umfasst die Gattung Australopithecus sowie – wenn die sogenannten robusten Australopithecus-Arten in einer eigenen Gattung abgespalten werden – die Gattung Paranthropus. Ebenfalls zugehörig ist Kenyanthropus platyops; dessen Status als (einziger) Angehöriger einer eigenen Gattung ist allerdings unter den Paläoanthropologen umstritten, vielfach wird diese Art als Sonderform der Gattung Australopithecus zugerechnet. Aus den Australopithecina gingen Homo rudolfensis und Homo habilis hervor, die frühesten Vertreter der Gattung Homo.
Nach seiner Entdeckung wurden die heute als Ardipithecus bezeichneten Fossilien zunächst zu Australopithecus gestellt. Die Gattung wird inzwischen aber gemeinsam mit Sahelanthropus und Orrorin als zeitlicher Vorläufer der Australopithecinen interpretiert („Prä-Australopithecinen“), und es wird diskutiert, dass alle drei Gattungen nach dem Auffinden weiterer Fundstücke möglicherweise einer einzigen Gattung zugeordnet werden könnten.
Australopithecus wurde auch als Synonym für Vormenschen verwendet, wörtlich übersetzt heißt es so viel wie „südlicher Affe“. Alle Fundorte liegen in Afrika.

## Eigenschaften

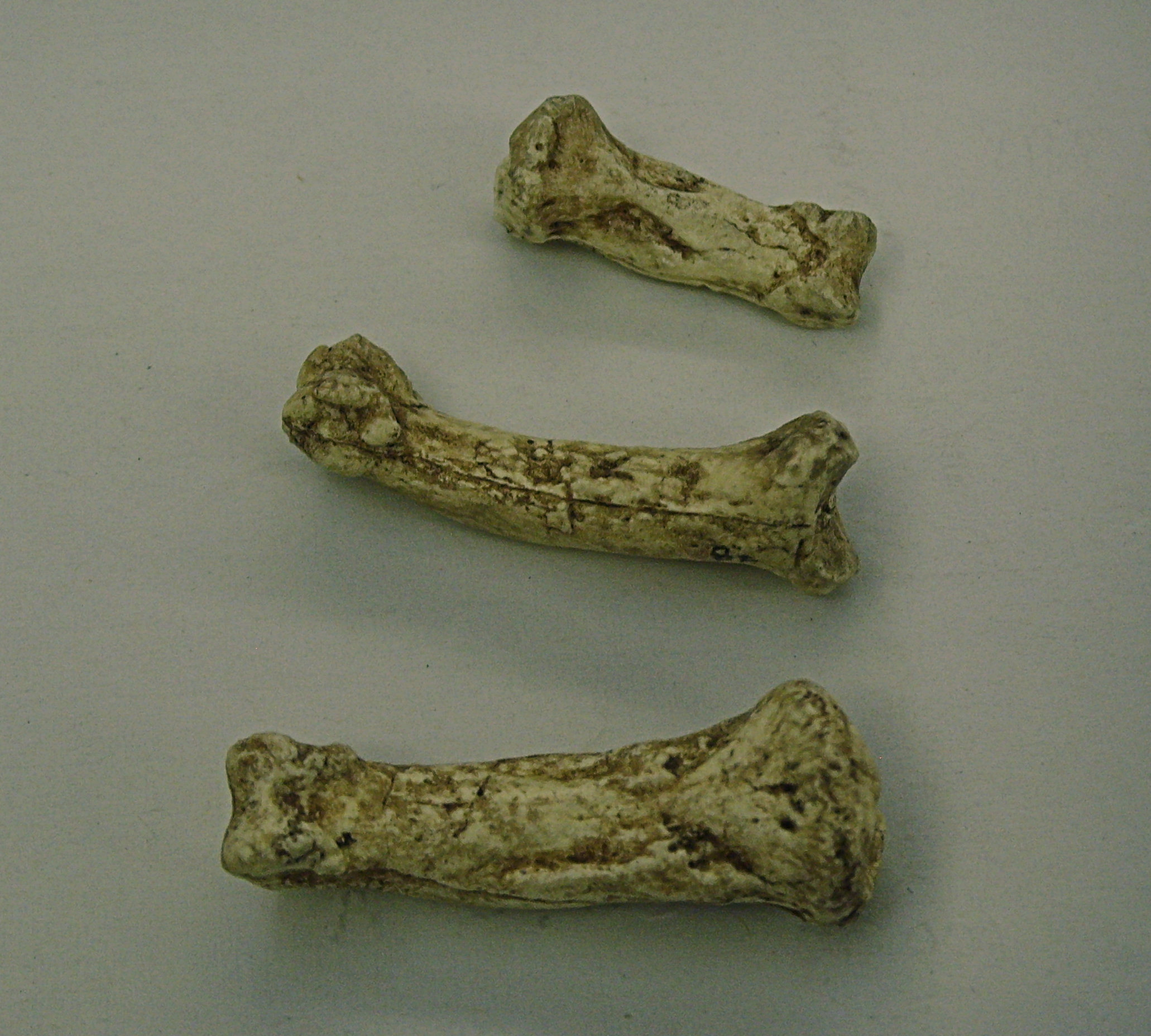
Gebogene Fingerknochen von „Ardi“

Die Australopithecina existierten im Pleistozän ungefähr zwischen 3,5 und 1,8 Millionen Jahren vor heute. In dieser Zeitspanne entwickelten viele der dieser Gruppe zugerechneten Arten die Fähigkeit zum ständigen aufrechten Gang. Bei vielen Arten zeugen lange Arme sowie durch häufiges Hangeln und Klettern leicht verbogene Finger- und Zehenknochen allerdings auch noch von einem regelmäßigen Aufenthalt auf Bäumen. Bei allen bisher beschriebenen Arten deutet die Gestalt der Zähne darauf hin, dass sie Vegetarier waren, wobei die so genannten robusten Australopithecus-Arten ausweislich ihrer kräftigen Unterkiefer und starken Kaumuskeln an diese Ernährungsweise besonders ausgeprägt angepasst waren. Das Körpergewicht der Individuen aller Arten wird auf 27 bis 45 kg geschätzt, ihre Körpergröße auf 100 bis 150 cm, wobei die weiblichen Individuen deutlich kleinwüchsiger waren als die männlichen.

## Lebensraum
Alle bisher bekannten Funde der Australopithecinen lebten in Habitaten, in denen sich entlang von Wasserläufen Galeriewälder gebildet hatten, die in Buschland und offene Savannen übergingen. Als Nahrung standen somit das Laub und die Früchte von Bäumen sowie Gras zur Verfügung; Paranthropus war spezialisiert auf eine hartfaserige Nahrung aus Gräsern.
Mithilfe der Strontiumisotopenanalyse wurden Anhaltspunkte für geschlechtsspezifische Unterschiede in der Lebensweise gefunden. Die Analyse basierte darauf, dass das Mengenverhältnis von 87Sr zu 86Sr im Zahnschmelz eine unmittelbare Folge des gleichen Mengenverhältnisses in der Nahrung zum Zeitpunkt der Zahnschmelzbildung im Jugendalter ist und dass dieses wiederum weitgehend vom Mengenverhältnis im Boden abhängt. Weiterhin gilt als gesichert, dass sich die Mengenverhältnisse im dolomitigen Boden seit dem Tod der Australopithecinen nicht grundlegend verändert haben. Das 87Sr / 86Sr-Verhältnis der untersuchten Zähne von Australopithecus africanus und Paranthropus robustus aus Sterkfontein bzw. Swartkrans ergab, dass die ehemaligen Besitzer der größeren Zähne allenfalls im Umkreis von fünf bis sechs Kilometern um den Fundort Nahrung aufgenommen hatten, während die Besitzer der kleineren Zähne einen deutlich erweiterten Lebensraum hatten. Da die unterschiedlichen Zahngrößen als Folge eines Geschlechtsdimorphismus gelten, werden die großen Zähne den männlichen, die kleineren Zähne den weiblichen Individuen zugeschrieben. Demnach waren die männlichen Australopithecinen von Geburt an weitgehend ortstreu, während die weiblichen aus anderen Populationen zuwanderten, was als Hinweis auf Exogamie interpretiert wurde; weibliche Exogamie und männliche Ortstreue gibt es auch bei den Schimpansen, während bei den Gorillas männliche und weibliche Individuen nach der Geschlechtsreife gleichermaßen in andere Populationen abwandern.

## Historisches

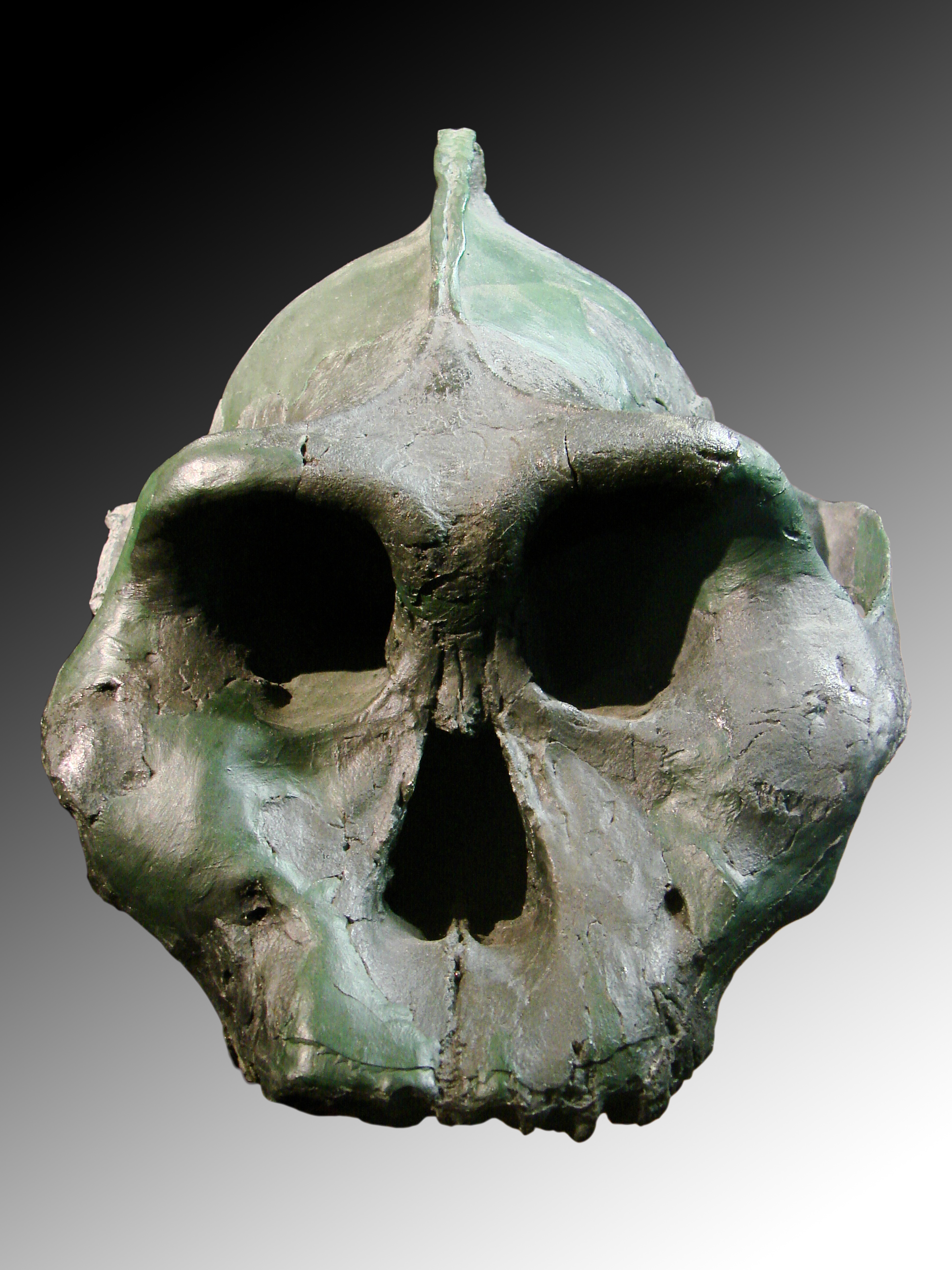
Paranthropus aethiopicus,
ein „robuster“ Australopithecine

Bis vor wenigen Jahren wurden nur die Menschen als Hominidae, die Menschenaffen jedoch als Pongidae bezeichnet und beide Gruppen somit als zwei getrennte Familien betrachtet; die Australopithecina wurden dann als Unterfamilie Australopithecinae betrachtet; aus dieser Klassifizierung entstammt auch die Bezeichnung Australopithecinen. Heute hingegen fasst man Menschen und Menschenaffen in der Familie Hominidae zusammen. Die Australopithecina gelten zudem als paraphyletisches Taxon, umfassen also nicht alle Nachkommen ihres letzten gemeinsamen Vorfahren: Die Vertreter der Gattung Homo, zu der auch der moderne Mensch gehört, sind zwar aus den Australopithecinen hervorgegangen, werden aber traditionell nicht in diese Gruppe gestellt. Aus diesem Grund wird das Taxon von Vertretern einer modernen Form der Systematik, der Kladistik, nicht anerkannt.

## Belege
1. ↑  Donald Johanson: Lucy und ihre Kinder. 2. aktualisierte und erweiterte Auflage. Elsevier Verlag, München 2000, ISBN 978-3-8274-1670-4, S. 128.
2. ↑  Yohannes Haile-Selassie, Gen Suwa, Tim White: Late Miocene Teeth from Middle Awash, Ethopia, and early hominid dental evolution. In: Science. Band 303, 2004, S. 1503–1505.
3. 1 2  Siehe dazu beispielsweise die „Systematische Übersicht“ in: Grzimeks Tierleben. Band 11 (=Säugetiere 2), dtv, 1979, S. 508. Die Gattung Australopithecus wird hier erläuternd als „Gattung Vormensch“ bezeichnet.
4. ↑  Margaret J. Schoeninger: In search of the australopithecines. In: Nature. Band 474, 2011, S. 43, doi:10.1038/474043a
5. ↑  Die Beschreibung der Eigenschaften folgt Donald Johanson: Lucy und ihre Kinder, S. 41.
6. ↑  Margaret J. Schoeninger: In search of the australopithecines. In: Nature. Band 474, 2011, S. 43, doi:10.1038/474043a
7. ↑  Thure E. Cerling u. a.: Diet of Paranthropus boisei in the early Pleistocene of East Africa. In: PNAS. Band. 108, Nr. 23, 2011, S. 9337–9341, doi:10.1073/pnas.1104627108
8. ↑  Sandi R. Copeland u. a.: Strontium isotope evidence for landscape use by early hominins. In: Nature. Band 474, Nr. 7349, 2011, S. 76–78, doi:10.1038/nature10149
9. ↑  Bernard Wood, Brain G. Richmond: Human evolution: taxonomy and paleobiology. In: Journal of Anatomy, Band 197, Nr. 1, 2000, S. 19–60, doi:10.1046/j.1469-7580.2000.19710019.x